# Liste der Staatsoberhäupter Frankreichs

Der Wappenschild des Königs von Frankreich seit dem 13. Jh. (France ancien): Das französische Lilienbanner (Fleur-de-Lys)

Drei Lilien (France moderne): Variante ab 1376

Das Staatsoberhaupt steht an der Spitze der staatlichen Ämterhierarchie. Es repräsentiert den Staat nach innen und außen. In Frankreich ist das Staatsoberhaupt der Präsident. Zu seinen Vorgängern als oberste Instanz zählten Könige und Kaiser. Die französischen Monarchen und Präsidenten werden in der Liste der Staatsoberhäupter Frankreichs aufgeführt. Ebenfalls aufgeführt werden die Könige des Westfrankenreichs, aus dem Frankreich entstand, obwohl es nicht korrekt ist, die westfränkischen Könige des 9. und 10. Jahrhunderts als „Könige von Frankreich“ zu bezeichnen. Das Westfrankenreich entstand durch die Teilung des Fränkischen Reichs im Vertrag von Verdun von 843. Der Übergang vom Westfrankenreich zu Frankreich war fließend und erstreckte sich über einen langen Zeitraum, so dass für die Entstehung Frankreichs kein bestimmter Zeitpunkt festgelegt werden kann.

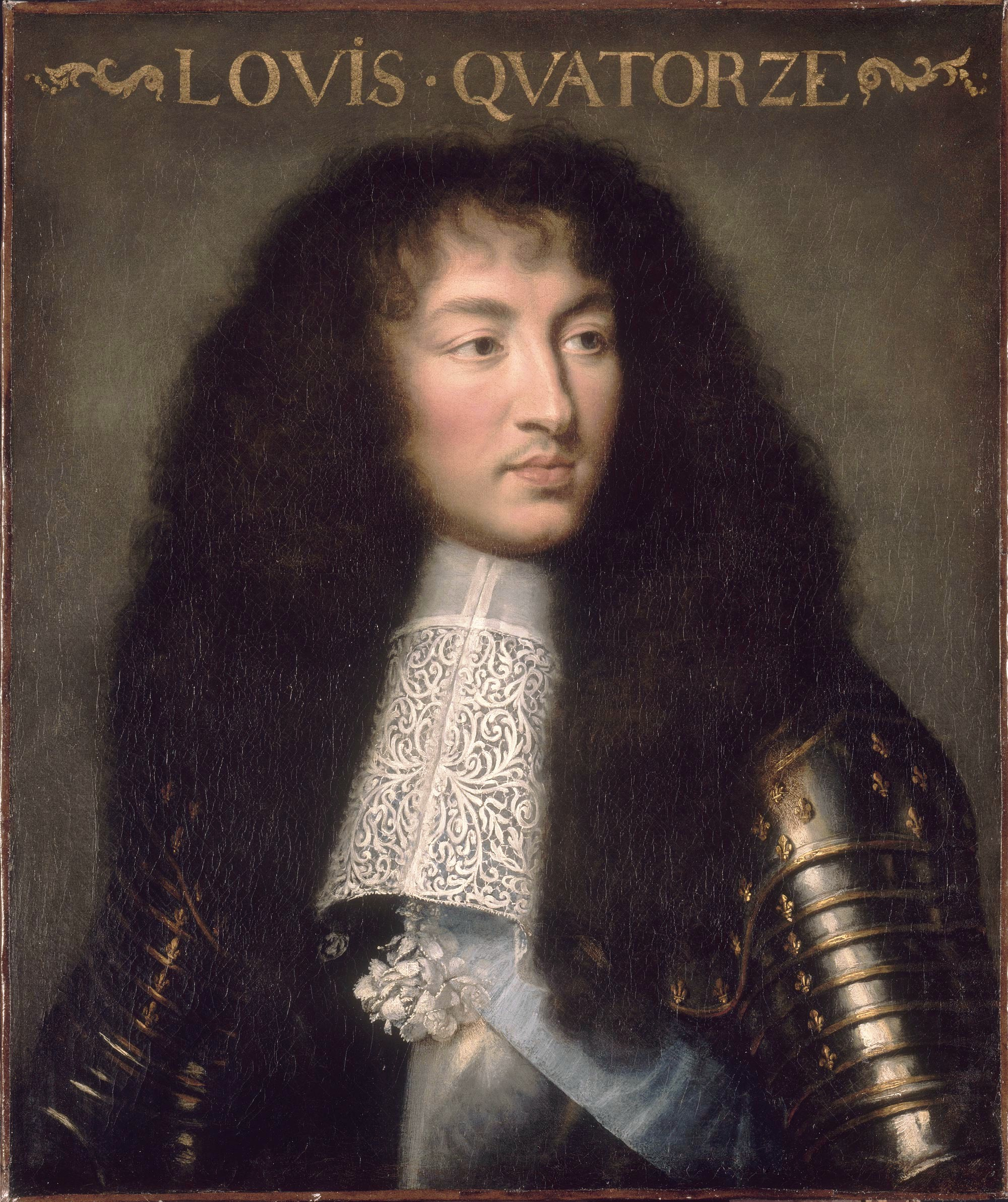
Ludwig XIV., der 72 Jahre über Frankreich herrschte

## Abgrenzungsfragen
Eine klare Abgrenzung zwischen dem Fränkischen Reich, das in der Spätantike im Zuge der Völkerwanderung entstand, und dem französischen Staat ist nicht möglich. Das französische Geschichtsverständnis betont die Kontinuität bis zurück zur Zeit der Merowinger. Bereits das erste faktisch offizielle Werk der französischen Geschichtsschreibung, die Grandes Chroniques de France aus dem späten 13. Jahrhundert, teilt die Geschichte der Franken und Frankreichs nach den aufeinander folgenden Dynastien der Merowinger, der Karolinger und der Kapetinger ein. Bis heute wird in französischen Herrscherlisten Chlodio (5. Jahrhundert) als der älteste historisch fassbare Frankenkönig an erster Stelle genannt. In älteren Geschichtswerken tauchte gar noch dessen legendärer Vater Faramund an dieser Stelle auf, und einige mittelalterliche Königslisten reichen bis zum mythischen trojanischen König Priamos zurück.
Ein älterer, heute nicht mehr vertretener Ansatz sieht in Hugo Capet (987–996) den ersten König von Frankreich, da mit ihm eine nationalfranzösische Dynastie die Herrschaft übernommen habe. Diese Auffassung wird heute in der Forschung nicht mehr vertreten, da der Dynastiewechsel von 987 von den Zeitgenossen nicht als derartiger Einschnitt betrachtet wurde.
Die folgende Liste beginnt mit der Reichsteilung von Verdun von 843. Für die davor herrschenden Könige siehe die Liste der fränkischen Herrscher.

## Titel und Amtsbezeichnungen
Dem Selbstverständnis der Karolinger nach war der westfränkische König nach der Reichsteilung von 843 weiterhin „König der Franken“ (lateinisch Francorum rex, französisch roi des Francs). So wurden die Könige von den zeitgenössischen Autoren genannt, während sie in offiziellen Urkunden zumeist nur die einfache Bezeichnung „König“ (rex) verwendeten, dem Beispiel Ludwigs des Frommen folgend, der sich seit seiner Kaiserkrönung ausschließlich imperator augustus ohne einen Volks- oder Landesnamen nannte. Erst ab Karl III. dem Einfältigen (893–923) wurde mit dem Titel eine politische Programmatik verbunden, indem er seit 911 bewusst den Titel „König der Franken“ in seine Urkunden aufnahm. In jenem Jahr war mit Ludwig dem Kind der letzte Karolinger des Ostreichs gestorben und Karl III. der Einfältige beanspruchte als Senior der karolingischen Dynastie nun die Herrschaft auch im Ostreich. Mit der Anerkennung des Ostfranken Karls des Dicken als König der Westfranken im Jahr 884 konnte er sich gar auf einen Präzedenzfall berufen. Im Vertrag von Bonn 921 musste Karl jedoch seinen Herrschaftsanspruch auf das Ostreich aufgeben. Ungeachtet dessen behielt er den Titel „König der Franken“ bei, an dem auch seine Nachfolger festhielten.
Das westfränkische Reich umfasste neben dem westlichen Teil des alten fränkischen Siedlungsgebietes zwischen Loire und Schelde, der ehemaligen neustrischen Francia (ins Deutsche als „Franzien“ übersetzt), auch Siedlungsgebiete anderer Völker, wie zum Beispiel die gallischen Aquitanier, Burgunder, Bretonen und seit dem 10. Jahrhundert auch Normannen. Nachdem das Königtum der letzten Karolinger und ersten Kapetinger durch eine andauernde Phase der Schwäche und feudalen Zerfalls geprägt war und ab dem 12. Jahrhundert wieder zu einer universellen monarchischen Herrschaftsauffassung gelangte, schlug sich dies auch in der Titulierung seiner Könige nieder. Philipp II. August (1179–1223) war der erste, der in seinen Urkunden den Titel rex Franciæ gebrauchte, zunächst neben dem althergebrachten Titel Francorum rex, bis dieser zum Ende des 13. Jahrhunderts aus dem königlich-staatlichen Schriftverkehr verschwand. Im Altfranzösischen wurde der neue Titel als roi de France allerdings noch von Francia abgeleitet und tritt in dieser Form erstmals in einer Urkunde König Ludwigs IX. aus dem Jahr 1241 auf. Ins Deutsche übersetzt lautete der Titel wörtlich „König von Frankenland“, wobei sich hier allerdings „Frankreich“ im allgemeinen Gebrauch als Landesname durchsetzte. Auch in diesem Fall war der Titel Programm, denn er kennzeichnete seinen Träger nicht mehr als Herrscher einer ethnischen Gruppe, sondern eines geographisch definierten Herrschaftsraums: „Frankreich“ als Geltungsbereich seiner gesetzgebenden und herrscherlichen Gewalt, eben sein Königreich samt allen Untertanen, die unabhängig von ihrer ethnischen Herkunft in der französischen Umgangssprache bald nur noch als Français (Franzosen) bekannt waren. Zugleich manifestierte sich in diesem Titel eine neue Staatsvorstellung, in welcher der feudale Personenverbandsstaat von einer transpersonellen und universellen Monarchie abgelöst wurde. Die Kontinuität zum alten Reich der Franken konnte im neuen Titel gewahrt werden, indem der (ethnographische) Name des Volkes in den (geographischen) Namen des Königreichs verwandelt wurde. Dabei ist zu berücksichtigen, dass der Begriff Francia schon vor dem 13. Jahrhundert in den erzählenden Chroniken als Umschreibung für das Westreich verwendet wurde und dass der Titel Francorum rex, dem Titel rex Franciæ nachgeordnet, besonders auf Siegeln bis zum Ende der Monarchie weiter in Gebrauch blieb.

Bis zur Französischen Revolution im Jahr 1789 lautete der offizielle Titel der Herrscher Frankreichs also „König von Frankreich“, zwischen den Jahren 1284 und 1323 sowie 1572 und 1791 versehen mit einem Zusatz König von Frankreich und Navarra (lateinisch: rex Franciæ et Navarræ, französisch: roi de France et de Navarre), da sie in jenen Zeiträumen zugleich auch als Könige von Navarra amtierten. Nach der Beseitigung des Ancien Régime durch die Revolution wurde in der am 3. September 1791 verabschiedeten Französischen Verfassung der Titel des Staatsoberhaupts in „König der Franzosen“ (roi des Français) geändert, da das Königtum fortan nicht mehr durch das Gottesgnadentum, sondern durch den Willen des Volkes legitimiert werden sollte. Demselben Prinzip folgten auch die beiden Kaiserreiche von 1804 bis 1815 und 1852 bis 1870 (empereur des Français) sowie das Bürgerkönigtum von 1830 bis 1848. Einzig während der Phase der Restauration zwischen 1814 und 1830, in welcher man die Wiederherstellung vorrevolutionärer Verhältnisse anstrebte, griff man noch einmal auf die traditionelle Königstitulierung zurück.
Während die Verfassung der Ersten Französischen Republik (1792 bis 1804) kein formelles Staatsoberhaupt vorsah, wurde die Exekutivgewalt des republikanischen Frankreichs seit der Zweiten Republik (1848 bis 1852) von einem gewählten Präsidenten eingenommen. Seine offizielle Amtsbezeichnung lautete dabei stets „Präsident der französischen Republik“ (président de la République française). Das Staatsoberhaupt des kurzlebigen, mit Nazi-Deutschland kollaborierenden „Vichy-Regimes“ (1940 bis 1944) führte die schlichte Amtsbezeichnung „Staatsoberhaupt“ (chef de l’État oder chef d’État). In der Zeit von 1944 bis 1947 stand dem französischen Staat kein formelles Oberhaupt vor. Für diese Zeit werden die Vorsitzenden der provisorischen Regierung aufgelistet. Erst mit der Proklamation der Vierten Republik 1947 bekam das Land wieder einen Präsidenten.
Seit der Thronbesteigung König Heinrichs IV. im Jahr 1589 ist jedes französische Staatsoberhaupt zugleich auch ein Fürst des Pyrenäenstaats Andorra (prince d’Andorre), welchem er in einer Koherrschaft (cosuzeraineté) mit dem Bischof von Urgell vorsteht.

## Liste

### Westfränkisches Reich/Königreich Frankreich (843–1792)
Das westfränkische Reich wurde durch den Teilungsvertrag von Verdun am 10. August 843 begründet.

#### Karolinger und Robertiner
| König der Franken Name in Französisch (Lebensdaten)            | König der Franken Name in Französisch (Lebensdaten)                                       | Regierungszeit                | Verwandtschaft | Anmerkungen |
| -------------------------------------------------------------- | ----------------------------------------------------------------------------------------- | ----------------------------- | --- | --- |
|                                                                | Karl II. der Kahle Charles le Chauve (* 13. Juni 823; † 6. Oktober 877)                   | 832–877                       | Sohn Ludwigs I. des Frommen | Bereits vom Vater 832 in Aquitanien und Neustrien als Unterkönig eingesetzt. Im Vertrag von Verdun 843 wird ihm der gesamte westliche Reichsteil zugesprochen. Später konnte er Aquitanien und große Teile von Lotharingen unter seine Herrschaft bringen. Die von ihm erlassenen Kapitularien von Quierzy besiegelten die bereits fortgeschrittene Feudalisierung des Landes und trugen zur Schwächung des Königtums bei. Wurde 875 in Rom auch zum römischen Kaiser gekrönt. |
| Karl das Kind Charles l’Enfant (* um 849; † 29. September 866) |                                                                                           | zweiter Sohn Karls des Kahlen | 855 als Unterkönig in Aquitanien eingesetzt. | |
|                                                                | Ludwig II. der Stammler Louis le Bègue (* 846; † 879)                                     | 877–879                       | erster Sohn Karls des Kahlen | 867 als Unterkönig in Aquitanien eingesetzt, ab 877 Alleinherrscher im Westreich. |
|                                                                | Ludwig III. (* etwa 864; † 5. August 882) und Karlmann II. (* 866; † 6./12. Dezember 884) | 879–882                       | erster Sohn des Vorgängers | Beide Brüder folgten gleichberechtigt dem Vater nach und vereinbarten 880 eine Reichsteilung, in der Ludwig III. das Land nördlich der Loire (neustrische Francia) und Karlmann Aquitanien und Burgund übernahm. Beide führten wechselvolle Kämpfe gegen die Normannen und Boso von Vienne. Als Ludwig III. starb, übernahm Karlmann auch dessen Herrschaftsbereich. |
| 879–884                                                        | Ludwig III. (* etwa 864; † 5. August 882) und Karlmann II. (* 866; † 6./12. Dezember 884) | zweiter Sohn des Vorgängers   | | Beide Brüder folgten gleichberechtigt dem Vater nach und vereinbarten 880 eine Reichsteilung, in der Ludwig III. das Land nördlich der Loire (neustrische Francia) und Karlmann Aquitanien und Burgund übernahm. Beide führten wechselvolle Kämpfe gegen die Normannen und Boso von Vienne. Als Ludwig III. starb, übernahm Karlmann auch dessen Herrschaftsbereich. |
|                                                                | Karl der Dicke Charles le Gros (* 839; † 13. Februar 888)                                 | 885–888                       | Enkel von Ludwig dem Frommen | König des Ostfrankenreichs seit 876 und König von Italien seit 879. Wurde nach dem Tod von Karlmann von den westfränkischen Großen als König anerkannt, womit das Herrschaftsgebiet Karls des Großen für kurze Zeit wiedervereint war. Nach erfolglosem Kampf gegen die Normannen wieder abgesetzt. |
|                                                                | Odo Eudes (* vor 866; † 1. Januar 898)                                                    | 888–898                       | Sohn von Robert dem Tapferen | Erster Nichtkarolinger auf dem westfränkischen Thron. Von den westfränkischen Großen zum König erhoben, führte er einen erfolgreichen Kampf gegen die Normannen. |
| Guido Guy de Spolète (* ?; † Dezember 894)                     | 888                                                                                       |                               | Im März 888 in Langres von den burgundischen Großen als Gegenprätendent zu Odo gewählt und gekrönt. Ohne eine größere Anhängerschaft gewinnen zu können zog er sich noch im selben Jahr nach Italien zurück. | |
|                                                                | Karl III. der Einfältige Charles le Simple (* 17. September 879; † 7. Oktober 929)        | 893–923                       | dritter Sohn Ludwigs des Stammlers | Als letzter lebender Karolinger bereits 893 als Gegenprätendent zu Odo gewählt und nach dessen Tod allgemein anerkannt. Belieh die Normannen im Vertrag von Saint-Clair-sur-Epte 911 mit dem Gebiet um Rouen, woraus die Normandie entstand. Unternahm erfolglos die Eroberung Lotharingens und geriet in Konflikt mit den Robertinern. 923 wurde er abgesetzt und verbrachte den Rest seines Lebens in Gefangenschaft.                                                        |
|                                                                | Robert I. (* 866; † 15. Juni 923)                                                         | 922–923                       | Bruder von Odo | Er ließ sich 922 zum König krönen und fiel im folgenden Jahr im Kampf gegen die Anhänger Karls III. |
|                                                                | Rudolf Raoul de Bourgogne (* vor 890; † 15. Januar 936)                                   | 923–936                       | Schwiegersohn des Vorgängers | Von den Anhängern Roberts I. als König anerkannt. |
|                                                                | Ludwig IV. der Überseeische Louis d’Outremer (* 10. September 921; † 10. Oktober 954)     | 936–954                       | Sohn von Karl III. | Im Gegenzug für die Krone musste er Hugo dem Großen, einem Sohn Roberts I., eine machtvolle Sonderstellung im Reich einräumen. |
|                                                                | Lothar Lothaire (* 941; † 2. März 986)                                                    | 954–986                       | Sohn des Vorgängers | Führte Krieg gegen das östliche Regnum um Lotharingien. |
|                                                                | Ludwig V. der Faule Louis le Fainéant (* 966/967; † 21. Mai 987)                          | 986–987                       | Sohn des Vorgängers | Er regierte nur 14 Monate und hinterließ keine Nachkommen. |

#### Kapetinger (direkte Linie)
| König der Franken / König von Frankreich Name in Französisch (Lebensdaten) | König der Franken / König von Frankreich Name in Französisch (Lebensdaten)         | Regierungszeit          | Verwandtschaft                                                  | Anmerkungen |
| -------------------------------------------------------------------------- | ---------------------------------------------------------------------------------- | ----------------------- | --------------------------------------------------------------- | --- |
|                                                                            | Hugo Capet Hugues Capet (* 941; † 24. Oktober 996)                                 | 987–996                 | Enkel von Robert I.                                             | Als Sohn Hugos des Großen zum König gewählt. Besaß kaum Autorität über den Feudaladel des Landes. |
|                                                                            | Robert II. der Fromme Robert le Pieux (* 27. März 972; † 20. Juli 1031)            | 987–1031                | Sohn des Vorgängers                                             | 987 zum Mitkönig seines Vaters erhoben, ab 996 Alleinherrscher. Unter seiner Herrschaft fand die erste überlieferte Verbrennung von Ketzern statt. Stand im Konflikt mit Odo I./II. von Champagne-Blois. |
| Hugo (* 1007; † 17. September 1025)                                        |                                                                                    | erster Sohn Roberts II. | 1017 zum Mitkönig seines Vaters erhoben, vor diesem verstorben. | |
|                                                                            | Heinrich I. (* 1008; † 4. August 1060)                                             | 1027–1060               | zweiter Sohn Roberts II.                                        | 1027 zum Mitkönig seines Vaters erhoben, ab 1031 Alleinherrscher. Musste sich den Thron im Machtkampf mit seinem Bruder Robert und seiner Mutter erkämpfen. Wurde vom Grafen Fulko III. von Anjou gegen Graf Odo von Blois unterstützt. Unterstützte zuerst Wilhelm den Bastard im Kampf um die Normandie um diesen später erfolglos zu bekämpfen. |
|                                                                            | Philipp I. (* 23. Mai 1052; † 30. Juli 1108)                                       | 1059–1108               | Sohn des Vorgängers                                             | 1059 zum Mitkönig seines Vaters erhoben, ab 1060 Alleinherrscher. Für ihn regierten bis 1067 seine Mutter Anna von Kiew und Balduin V. von Flandern. In dieser Zeit führte Wilhelm die Invasion Englands durch und begründete das „anglo-normannische Reich“, das Philipp im Bund mit Flandern und Anjou bekämpfte. Verlor durch die Entführung der Bertrada von Montfort jedes Ansehen und wurde von Papst Urban II. exkommuniziert. Auf dem Konzil von Clermont wird 1095 der erste Kreuzzug ausgerufen. |
|                                                                            | Ludwig VI. der Dicke Louis le Gros (* 1081; † 1. August 1137)                      | 1108–1137               | Sohn des Vorgängers                                             | Er kämpfte erfolgreich gegen die rebellierenden Burgherren der Île-de-France, die er zum wirtschaftlich und administrativ gut organisierten Kronland ausbaute. Kämpfte erfolglos gegen die Anglo-Normannen und Flamen. |
| Philipp (* 29. August 1116; † 13. Oktober 1131)                            |                                                                                    | erster Sohn Ludwigs VI. | 1130 zum Mitkönig seines Vaters erhoben, vor diesem verstorben. | |
|                                                                            | Ludwig VII. der Jüngere Louis le Jeune (* 1120; † 18. September 1180)              | 1131–1180               | zweiter Sohn Ludwigs VI.                                        | 1131 zum Mitkönig seines Vaters erhoben, ab 1137 Alleinherrscher. Durch seine Ehe mit Eleonore von Aquitanien erweiterte er die Krondomäne beträchtlich. War von 1147 bis 1149 einer der Führer des Zweiten Kreuzzuges, der erfolglos endete. Regenten zu dieser Zeit waren Suger von Saint-Denis und Graf Rudolf I. von Vermandois. Nach seiner Scheidung von Eleonore verlor er Aquitanien an deren zweiten Ehemann Heinrich II. Plantagenet, wodurch das „angevinische Reich“ entstand. |
|                                                                            | Philipp II. August Philippe Auguste (* 21. August 1165; † 14. Juli 1223)           | 1179–1223               | Sohn des Vorgängers                                             | 1179 zum Mitkönig seines Vaters erhoben, ab 1180 Alleinherrscher. Schürte die Konflikte im Haus Plantagenet zu seinem Vorteil. War einer der Anführer des Dritten Kreuzzugs (1190–1191). Siegte über die Plantagenets, führte bis 1204 den Zusammenbruch des angevinischen Reiches herbei und baute die Krondomäne zum größten Territorium in Frankreich aus. Zugleich dehnte er die Königsmacht durch den Albigenserkreuzzug bis an das Mittelmeer aus. Unterstützte im deutschen Thronstreit den Staufer Friedrich II. und erhob ihn 1214 durch den Sieg bei Bouvines über Kaiser Otto IV. Mit Philipp II. August wird der Aufstieg des zentralstaatlichen Gedankens (Monarchie) bei gleichzeitiger Zurückdrängung landesfürstlicher Macht (Feudalismus) angesetzt. |
|                                                                            | Ludwig VIII. der Löwe Louis le Lion (* 5. September 1187; † 8. November 1226)      | 1223–1226               | Sohn des Vorgängers                                             | Ab 1225 geschah die Nachfolge über die Primogenitur, die Wahl des Erben als Mitkönig wurde damit entbehrlich. Führte erfolgreich den Albigenserkreuzzug fort und eroberte große Teile Aquitaniens für die Krondomäne. |
|                                                                            | Ludwig IX. der Heilige Saint Louis (* 25. April 1214; † 25. August 1270)           | 1226–1270               | Sohn des Vorgängers                                             | Für ihn regierte zunächst seine Mutter Blanka von Kastilien. Setzte die Konsolidierung der königlichen Administration und des Gerichtswesen über ganz Frankreich fort. Unter ihm setzte die schriftliche Fixierung des französischen Gewohnheitsrechts ein. Schloss einen Frieden mit den Plantagenets und beendete den Albigenserkreuzzug, etablierte die kirchliche Inquisition zur Verfolgung von Juden und Katharern. Führte 1248–1254 den erfolglosen Sechsten Kreuzzug nach Ägypten und 1270 den Siebten Kreuzzug an, auf dem er starb. Wurde 1297 von Papst Bonifatius VIII. heiliggesprochen. |
|                                                                            | Philipp III. der Tapfere Philippe le Hardi (* 3. April 1245; † 5. Oktober 1285)    | 1270–1285               | Sohn des Vorgängers                                             | Kandidierte für die römisch-deutsche Krone. Unterstützte nach der sizilianischen Vesper seinen Onkel Karl von Anjou im Kampf gegen Aragón (aragónesischer Kreuzzug). |
|                                                                            | Philipp IV. der Schöne Philippe le Bel (* 1268; † 29. November 1314)               | 1285–1314               | Sohn des Vorgängers                                             | Stand im Konflikt mit Eduard I. von England und führte einen andauernden Krieg gegen Flandern. Beanspruchte eine volle Souveränität über den französischen Staat und Kirche (Gallikanismus) und geriet darüber mit Papst Bonifatius VIII. in einen erbitterten Streit um das Verhältnis der geistlichen zur weltlichen Gewalt. Machte am Ende das Papsttum in dessen „babylonischem Exil“ in Avignon von sich abhängig. Zerschlug weiterhin den Templerorden. |
|                                                                            | Ludwig X. der Zänker Louis le Hutin (* 4. Oktober 1289; † 5. Juni 1316)            | 1314–1316               | Sohn des Vorgängers                                             | Er hatte mit dem Widerstand der Adligen zu kämpfen, die Steuererleichterungen und erweiterte Rechte forderten. |
|                                                                            | Johann I. der Posthume Jean le Posthume (* 15. November 1316; † 19. November 1316) | 1316                    | Sohn des Vorgängers                                             | Er kam erst nach dem Tod seines Vaters zur Welt und starb nur wenige Tage nach seiner Geburt. Die Regentschaft für ihn führte Philipp der Lange. |
|                                                                            | Philipp V. der Lange Philippe le Long (* 17. November 1293; † 3. Januar 1322)      | 1316–1322               | Onkel des Vorgängers                                            | Von den Generalständen anerkannt ließ er um seine Nachfolge zusätzlich zu legitimieren die Lex Salica für die Thronfolge für verbindlich erklären um die weibliche Erbfolge zu unterbinden. Er ließ Katharer und Juden verfolgen. |
|                                                                            | Karl IV. der Schöne Charles le Bel (* 11. Dezember 1295; † 1. Februar 1328)        | 1322–1328               | Bruder des Vorgängers                                           | Stand in Konflikt mit Eduard II. von England. Führte eine sehr despotische Innenpolitik und hinterließ keinen männlichen Nachkommen. |

#### Kapetinger (Haus Valois)
| König von Frankreich Name in Französisch (Lebensdaten)                 | König von Frankreich Name in Französisch (Lebensdaten)                                       | Regierungszeit | Verwandtschaft | Anmerkungen |
| ---------------------------------------------------------------------- | -------------------------------------------------------------------------------------------- | -------------- | --- | --- |
|                                                                        | Philipp VI. Philippe de Valois (* 1293; † 22. August 1350)                                   | 1328–1350      | Enkel von Philipp III. | Von den Generalständen als Nachfolger Karls IV. anerkannt. Führte erfolgreich Krieg gegen Flandern. Geriet mit Eduard III. von England in Konflikt um Herrschaftsrechte in der Guyenne, worauf der Hundertjährige Krieg ausbrach. |
|                                                                        | Johann II. der Gute Jean le Bon (* 16. April 1319; † 8. April 1364)                          | 1350–1364      | Sohn des Vorgängers | Er setzte den Krieg gegen England fort. Nach der Schlacht von Maupertuis befand er sich von 1356 bis 1360 und 1364 in englischer Gefangenschaft, wo er schließlich starb. In dieser Zeit befand sich Frankreich unter der Regentschaft des Dauphin, der die Revolte des Étienne Marcel und den Bauernaufstand der Jacquerie niederschlug. |
|                                                                        | Karl V. der Weise Charles le Sage (* 21. Januar 1338; † 16. September 1380)                  | 1364–1380      | Sohn des Vorgängers | Dank seines Feldherrn Bertrand du Guesclin gelang es ihm, Kastilien als Verbündeten gegen England zu gewinnen und fast alle Gebiete zurückzuerobern, die sein Vater hatte abtreten müssen. Er war ein großer Förderer von Kunst und Wissenschaft und bemühte sich um eine stärkere Zentralisierung Frankreichs. |
|                                                                        | Karl VI. der Wahnsinnige Charles le Fou (* 3. Dezember 1368; † 21. Oktober 1422)             | 1380–1422      | Sohn des Vorgängers | 1380–1388 wegen Minderjährigkeit unter der Regentschaft der Herzöge Ludwig von Anjou, Johann von Berry und Philipp von Burgund (Regierung der Herzöge). Da Karl VI. offenbar geistesgestört war, lag die eigentliche Macht auch nach seiner Volljährigkeit beim Adel unter der Führung seiner Gemahlin Isabeau. Streitigkeiten zwischen verschiedenen Adelsfraktionen führten 1410 zum offenen Bürgerkrieg. Heinrich V. von England nutzte die so entstandene Schwäche Frankreichs, siegte in der Schlacht von Azincourt und besetzte weite Teile des Landes, einschließlich Paris. |
|                                                                        | Karl VII. der Siegreiche Charles le Victorieux (* 22. Februar 1403; † 22. Juli 1461)         | 1422–1461      | Sohn des Vorgängers | In seine Regierungszeit fällt das Wirken von Jeanne d’Arc, mit deren Hilfe Orléans und Reims befreit werden. Der Versuch, Paris zurückzuerobern scheiterte zunächst. Nachdem Burgund jedoch die Seiten gewechselt hatte, gelang es Karl, sämtliche englischen Besitzungen in Frankreich zurückzuerobern. Lediglich Calais blieb noch bis 1559 in englischer Hand. Der Hundertjährige Krieg war damit beendet. |
| Heinrich Heinrich VI. von England (* 6. Dezember 1421; † 21. Mai 1471) |                                                                                              |                | 1431 zum Gegenkönig in Nordfrankreich gekrönt. Der hundertjährige Krieg und die englische Besetzung Frankreichs werden nach der Schlacht bei Castillon 1453 beendet. | |
|                                                                        | Ludwig XI. der Kluge Louis le Prudent (* 3. Juli 1423; † 30. August 1483)                    | 1461–1483      | Sohn des Vorgängers | Er besetzte Burgund, das sich mit England gegen Frankreich verbündet hatte. Nach dem Tod Karls des Kühnen eroberte er große Teile Burgunds zurück, woraus sich der habsburgisch-französische Gegensatz entwickelte. Ludwig XI. gilt als Förderer der Wissenschaft und als Wegbereiter des französischen Zentralismus und des Absolutismus. |
|                                                                        | Karl VIII. der Freundliche Charles l’Affable (* 30. Juni 1470; † 7. April 1498)              | 1483–1498      | Sohn des Vorgängers | 1483–1491 wegen Minderjährigkeit unter Regentschaft von Anne de Beaujeu. Er erwarb die Bretagne als Land für die Krone und eroberte kurzzeitig Neapel, konnte es aber nicht halten. Karl VIII. hinterließ keinen Thronfolger. |
|                                                                        | Ludwig XII. der Vater des Volkes Louis le Père du peuple (* 27. Juni 1462; † 1. Januar 1515) | 1498–1515      | Urenkel von Karl V. | Er führte Krieg in Italien und konnte Mailand erobern. Hinterließ keinen männlichen Nachkommen. |
|                                                                        | Franz I. der Ritterkönig François le Roi-Chevalier (* 12. September 1494; † 31. März 1547)   | 1515–1547      | Ur-Urenkel von Karl V. | Er versuchte vergeblich, sich zum Kaiser des Heiligen Römischen Reiches krönen zu lassen. Nach mehreren Feldzügen während der Italienischen Kriege gab er die Ansprüche auf Mailand und Neapel auf. Er betrieb die nachhaltige Zentralisierung des Landes und etablierte durch das Konkordat von Bologna die französische Staatskirche. Franz I. gilt als einer der bedeutendsten Renaissancefürsten Europas und war ein großer Förderer der Kunst. Er legte mit dem Ankauf zahlreicher italienischer Werke den Grundstein für die Gemäldesammlung des Louvre.                      |
|                                                                        | Heinrich II. (* 31. März 1519; † 10. Juli 1559)                                              | 1547–1559      | Sohn des Vorgängers | Er vertrieb die Engländer aus Calais und schloss mit den Habsburgern den Frieden von Cateau-Cambrésis. Innenpolitisch begann der Konflikt mit den Hugenotten. |
|                                                                        | Franz II. (* 19. Januar 1544; † 5. Dezember 1560)                                            | 1559–1560      | Sohn des Vorgängers | Verheiratet mit Maria Stuart, Königin der Schotten. Er starb nach nur 17 Monaten Regierungszeit im Alter von 16 Jahren. |
|                                                                        | Karl IX. (* 27. Juni 1550; † 30. Mai 1574)                                                   | 1560–1574      | Bruder des Vorgängers | 1560–1563 unter der Regentschaft von Katharina von Medici. In seine Regierungszeit fallen die ersten vier Hugenottenkriege und die Bartholomäusnacht. |
|                                                                        | Heinrich III. (* 19. September 1551; † 2. August 1589)                                       | 1574–1589      | Bruder des Vorgängers | Von 1573 bis 1574 vorübergehend König von Polen-Litauen. Vier weitere Hugenottenkriege fanden während seiner Regierungszeit statt. Da seine Ehe kinderlos blieb, bestimmte er Heinrich von Navarra zu seinem Nachfolger. |

#### Kapetinger (Haus Bourbon)
| König von Frankreich Name in Französisch (Lebensdaten) | König von Frankreich Name in Französisch (Lebensdaten)                                    | Regierungszeit | Verwandtschaft                          | Anmerkungen |
| ------------------------------------------------------ | ----------------------------------------------------------------------------------------- | -------------- | --------------------------------------- | --- |
|                                                        | Heinrich IV. Henri le Bon (* 13. Dezember 1553; † 14. Mai 1610)                           | 1589–1610      | Nachkomme Ludwigs IX. in 11. Generation | War schon seit 1572 König von Navarra. 1589 bis 1593 der einzige calvinistische König Frankreichs (nur zum Teil anerkannt). 1593 völlig anerkannt. Er baute das Land nach den Hugenottenkriegen wieder auf und gewährte den Hugenotten im Toleranzedikt von Nantes Religionsfreiheit. Er stärkte insbesondere Frankreichs Großmachtstellung in Europa. Wurde von François Ravaillac ermordet. |
|                                                        | Ludwig XIII. Louis le Juste (* 27. September 1601; † 14. Mai 1643)                        | 1610–1643      | Sohn des Vorgängers                     | Bis 1614 unter der Regentschaft von Maria von Medici. Unter ihm war Kardinal Richelieu regierender Minister. Die Privilegien der Hugenotten wurden beschnitten und deren Festungen zerstört. Frankreich griff zunächst indirekt in den Dreißigjährigen Krieg ein, indem es Gustav II. Adolf subventionierte. 1635 erklärte Frankreich auch offiziell dem Haus Habsburg den Krieg. |
|                                                        | Ludwig XIV. Louis le Roi-Soleil Louis le Grand (* 5. September 1638; † 1. September 1715) | 1643–1715      | Sohn des Vorgängers                     | Bis 1651 unter der Regentschaft von Anna von Österreich, bis 1661 war Kardinal Mazarin sein regierender Minister. Frankreich war 1648 nach dem Westfälischen Frieden der Hauptsieger des Krieges. Ludwig XIV. vollendete den Absolutismus seiner Vorgänger und reformierte den Zentralstaat. Er führte viele kostspielige Kriege und vergrößerte so Frankreich erheblich. Er ließ die Hugenotten verfolgen und war ein herausragender Mäzen der Künste und Wissenschaften. Als Höhepunkt seines Schaffens gilt das Schloss Versailles. Der Sonnenkönig gilt wohl als der bedeutendste Monarch der französischen Geschichte. Da seine Herrschaft eine Blütezeit Frankreichs war, ist sie als Grand Siècle berühmt geworden. |
|                                                        | Ludwig XV. Louis le Bien-Aimé (* 15. Februar 1710; † 10. Mai 1774)                        | 1715–1774      | Urenkel des Vorgängers                  | Bis 1723 unter der Regentschaft von Philippe II. d’Orléans, bis 1743 war Kardinal Fleury regierender Minister. Unter Ludwig XV. setzte sich die wirtschaftliche und kulturelle Blüte Frankreichs im Siècle des Lumières fort. Die Aufklärung begann sich zu entfalten. Er verlor 1763 einen großen Teil der frz. Kolonien an Großbritannien. |
|                                                        | Ludwig XVI. (* 23. August 1754; † 21. Januar 1793)                                        | 1774–1792      | Enkel des Vorgängers                    | Er griff in den Amerikanischen Unabhängigkeitskrieg ein und fügte damit Großbritannien eine schwere Niederlage zu. Die resultierenden Staatsschulden führten zur Staatskrise, die sich in der französischen Revolution 1789 entlud. Durch die konstitutionelle Verfassung von 1791 musste Ludwig XVI. auf sein Gottesgnadentum verzichten und den Titel „König der Franzosen“ annehmen. Nach dem aus dem Manifest des Herzogs von Braunschweig resultierenden Sturm auf die Tuilerien wurde er im September 1792 abgesetzt, als Hochverräter verurteilt und guillotiniert. |

### Erste Republik (1792–1804)
Die erste Republik wurde am 21. September 1792 nach der zuvor erfolgten Absetzung des Königs ausgerufen. Sie besaß kein formelles Staatsoberhaupt, sondern wurde in der Abfolge von drei Exekutivorganen repräsentiert, deren Vorsitzende man als „erste Männer des Staates“ betrachten kann.
| Exekutivorgan Bestehen                                | Vorsitzende | Anmerkungen |
| ----------------------------------------------------- | --- | --- |
| Nationalkonvent 21. September 1792 – 26. Oktober 1795 | In seinem dreijährigen Bestehen saßen dem Nationalkonvent insgesamt 75 Präsidenten in 77 Amtszeiten vor. Die Dauer einer Amtszeit betrug 14 Tage. Unter den ins Amt gewählten befanden sich Persönlichkeiten wie Danton, Robespierre, Barras, Carnot, Saint-Just und Sieyès. | Als verfassungsgebende Versammlung schaffte der Nationalkonvent bereits an seinem zweiten Tagungstag die Monarchie ab und nahm in den folgenden drei Jahren die provisorische Regierung wahr. Dabei verteidigte er die junge Republik erfolgreich im ersten Koalitionskrieg gegen die Monarchien Europas, erweiterte das Staatsterritorium bis zum Rhein und gründete Tochterrepubliken in den Niederlanden und Italien. Innenpolitisch übte der Wohlfahrtsausschuss unter Robespierre von April 1793 bis zu seinem Sturz im Juli 1794 eine Schreckensherrschaft aus, der royalistische Aufstand der Vendée wurde niedergeschlagen. Am 22. August 1795 wurde die Direktoriumsverfassung verabschiedet, die nach einer Volksabstimmung am 26. Oktober 1795 in Kraft trat. |
| Direktorium 26. Oktober 1795 – 9. November 1799       | Erstes Direktorium (31. Oktober 1795 – 21. Mai 1797)Jean-François Reubell Lazare Nicolas Marguerite Carnot Paul de Barras Louis-Marie de La Révellière-Lépeaux Étienne-François Le Tourneur Zweites Direktorium (21. Mai 1797 – 4. September 1797)Jean-François Reubell Lazare Nicolas Marguerite Carnot Paul de Barras Louis-Marie de La Révellière-Lépeaux François BarthélemyDrittes Direktorium (4. September 1797 – 18. Juni 1798)Jean-François Reubell Paul de Barras Louis-Marie de La Révellière-Lépeaux Philippe-Antoine Merlin de Douai Nicolas-Louis François de NeufchâteauViertes Direktorium (18. Juni 1798 – 17. Mai 1799)Jean-François Reubell Paul de Barras Louis-Marie de La Révellière-Lépeaux Philippe-Antoine Merlin de Douai Jean-Baptiste TreilhardFünftes Direktorium (17. Mai 1799 – 17. Juni 1799)Emmanuel Joseph Sieyès Paul de Barras Louis-Marie de La Révellière-Lépeaux Philippe-Antoine Merlin de Douai Jean-Baptiste TreilhardSechstes Direktorium (17. Juni 1799 – 20. Juni 1799)Emmanuel Joseph Sieyès Paul de Barras Roger Ducos Jean-François Moulin Louis Gohier | Nachdem zunächst Carnot die Meinungsführerschaft im Direktorat hielt, wurde diese im Staatsstreich des 18. Fructidor V von Barras übernommen. Unterdessen steuerte die Republik in eine wirtschaftliche und politische Krise, die den Aufstieg des in Italien und Ägypten erfolgreich kämpfenden Generals Napoléon Bonaparte begünstigte. Nach der Bildung der zweiten Koalition zu Beginn 1799 stürzte Bonaparte unterstützt von Sieyès im Staatsstreich des 18. Brumaire VIII das Direktorat und zwang den Rat der Fünfhundert zur Einsetzung eines provisorischen Konsulats. |
| Konsulat 10. November 1799 – 18. Mai 1804             | Erstes Konsulat (10. November 1799 – 12. Dezember 1799)Napoléon Bonaparte Emmanuel Joseph Sieyès Roger DucosZweites Konsulat (12. Dezember 1799 – 18. Mai 1804)Napoléon Bonaparte Jean-Jacques Régis de Cambacérès Charles-François Lebrun | Per Volksabstimmung wurde die Konsulatsverfassung am 24. Dezember 1799 angenommen. Nachdem der zweite Koalitionskrieg siegreich beendet worden war, ließ sich Bonaparte 1802 durch eine erneute Volksabstimmung zum Konsul auf Lebenszeit ernennen, womit er seinen Weg zum Kaisertum ebnete. |

### Erstes Kaiserreich (1804–1814)
Das erste Kaiserreich wurde am 18. Mai 1804 durch die Verleihung des Kaisertitels an den Konsul Napoléon Bonaparte durch den Senat begründet.

#### Haus Bonaparte
| Kaiser der Franzosen Name in Französisch (Lebensdaten) | Kaiser der Franzosen Name in Französisch (Lebensdaten)                                 | Amtszeit                      | Verwandtschaft |
| --- | -------------------------------------------------------------------------------------- | ----------------------------- | -------------- |
| | Napoleon I. Napoleone Buonaparte Napoléon Bonaparte (* 15. August 1769; † 5. Mai 1821) | 18. Mai 1804 – 11. April 1814 |                |
| Gebürtiger Korse und Offizier in der französischen Armee. Wurde durch den Staatsstreich des 18. Brumaire erster Konsul der Republik und war ab August 1802 Konsul auf Lebenszeit. Der Senat ernannte ihn schließlich zum Kaiser, Frankreich verdankt ihm den Code civil. In zahlreichen Kriegen eroberte er große Teile Europas, was aber letztlich in einer Niederlage Frankreichs mündete. Nach der Besetzung von Paris wurde Napoléon von den Siegermächten im Vertrag von Fontainebleau (11. April 1814) zur Abdankung gezwungen. | Napoleon I. Napoleone Buonaparte Napoléon Bonaparte (* 15. August 1769; † 5. Mai 1821) |                               |                |

### Königreich Frankreich (1814–1815)
Am 1. April 1814 hatte der französische Senat die Führung einer provisorischen Regierung Talleyrand angetragen, welcher wiederum dem aus dem Exil zurückkehrenden Bourbonen das Königtum antrug. In der am 14. Juni 1814 verabschiedeten Charte constitutionnelle wurde die Wiederherstellung der Monarchie verfassungsgemäß verankert.

#### Kapetinger (Haus Bourbon)
| König von Frankreich (Lebensdaten) | König von Frankreich (Lebensdaten)                        | Amtszeit                       | Verwandtschaft         |
| --- | --------------------------------------------------------- | ------------------------------ | ---------------------- |
| | Ludwig XVIII. (* 17. November 1755; † 16. September 1824) | 11. April 1814 – 20. März 1815 | Bruder von Ludwig XVI. |
| Seit dem Tod des Dauphin Louis Charles de Bourbon (Ludwig XVII.) 1795 wurde Ludwig XVIII. von den exilierten Royalisten als König nach salischem Erbrecht anerkannt. Seine Herrschaft konnte er erst nach der Abdankung Napoléons ausüben und trug dabei, zum Verdruss ultraroyalistischer Kräfte, den revolutionären Umwälzungen der vergangenen Jahre Rechnung. Er unterzeichnete den ersten Vertrag von Paris (Mai 1814), der Frankreich in den Grenzen von 1792 beließ. Musste 1815 dem zurückkehrenden Napoléon weichen. | Ludwig XVIII. (* 17. November 1755; † 16. September 1824) |                                |                        |

### Französisches Kaiserreich/Erstes Kaiserreich (1815)
Wiederherstellung des Kaiserreichs nach der Rückkehr Napoléons aus seinem Exil am 20. März 1815.

#### Haus Bonaparte
| Kaiser der Franzosen Name in Französisch (Lebensdaten) | Kaiser der Franzosen Name in Französisch (Lebensdaten)                                                                          | Amtszeit                      | Verwandtschaft      |
| --- | --- | ----------------------------- | ------------------- |
| | Napoleon I. Napoleone Buonaparte Napoléon Bonaparte (* 15. August 1769; † 5. Mai 1821)                                          | 20. März 1815 – 22. Juni 1815 |                     |
| Seine erneute Machtübernahme endete nach kurzer Zeit (Herrschaft der hundert Tage) mit der Niederlage bei Waterloo, in deren Folge er nach St. Helena verbannt wurde.                                                                                          | Napoleon I. Napoleone Buonaparte Napoléon Bonaparte (* 15. August 1769; † 5. Mai 1821)                                          |                               |                     |
| | Napoleon II. Napoléon-François-Joseph-Charles Bonaparte Napoleon Franz Joseph Karl Bonaparte (* 20. März 1811; † 22. Juli 1832) | 22. Juni 1815 – 7. Juli 1815  | Sohn des Vorgängers |
| Nach seiner Abdankung überließ Napoléon seinem Sohn formal den Thron. Ohne konkrete Anerkennung übernahm eine Kommission Napoleon II. unter der Leitung von Joseph Fouché die Regierungsgewalt, bis Paris dann endgültig von den Alliierten eingenommen wurde. | Napoleon II. Napoléon-François-Joseph-Charles Bonaparte Napoleon Franz Joseph Karl Bonaparte (* 20. März 1811; † 22. Juli 1832) |                               |                     |

### Königreich Frankreich (1815–1830)

#### Kapetinger (Haus Bourbon)
| König von Frankreich (Lebensdaten) | König von Frankreich (Lebensdaten)                        | Amtszeit                            | Verwandtschaft        |
| --- | --------------------------------------------------------- | ----------------------------------- | --------------------- |
| | Ludwig XVIII. (* 17. November 1755; † 16. September 1824) | 8. Juli 1815 – 16. September 1824   |                       |
| Nach seiner Rückkehr betrieb Ludwig XVIII. eine ausgleichend liberale Politik und gewährte eine weitreichende Amnestie. Musste den zweiten Vertrag von Paris (November 1815) akzeptieren, der Frankreich in die Grenzen von 1790 zurückdrängte. Er war ein Vertreter der konstitutionellen Monarchie, außenpolitisch schloss er Frankreich 1818 der Heiligen Allianz an. Er hinterließ keinen Thronfolger. | Ludwig XVIII. (* 17. November 1755; † 16. September 1824) |                                     |                       |
| | Karl X. (* 9. Oktober 1757; † 6. November 1836)           | 16. September 1824 – 2. August 1830 | Bruder des Vorgängers |
| Bereits als Prinz im Exil ein Wortführer der Ultraroyalisten, strebte er als König die Beseitigung sämtlicher revolutionärer Neuerungen zugunsten der Wiederherstellung der absoluten Monarchie an. Sein als tyrannisch gebrandmarktes Vorgehen provozierte 1830 die Julirevolution, die ihn zur Abdankung zwang.                                                                                          | Karl X. (* 9. Oktober 1757; † 6. November 1836)           |                                     |                       |

### Julimonarchie (1830–1848)
Die konstitutionelle Monarchie, die aufgrund ihrer Begründung in der Revolution von 1830 allgemein als „Julimonarchie“ bekannt ist, wurde durch die Antragung der Königswürde durch die Abgeordnetenkammer an den Herzog von Orléans am 6. August 1830 begründet und tags darauf in einer neuen Verfassung verankert.

#### Kapetinger (Haus Orléans)
| König der Franzosen Name in Französisch (Lebensdaten) | König der Franzosen Name in Französisch (Lebensdaten)                                                  | Amtszeit                          | Verwandtschaft                               |
| --- | --- | --------------------------------- | -------------------------------------------- |
| | Ludwig Philipp I. der Bürgerkönig Louis Philippe le Roi Citoyen (* 6. Oktober 1773; † 26. August 1850) | 9. August 1830 – 24. Februar 1848 | Nachkomme Ludwigs XIII. in der 6. Generation |
| Gestützt vom liberalen Großbürgertum (Bourgeoisie) bescherte er dem Land mit dem Einsetzen der Industrialisierung einen neuen wirtschaftlichen Wohlstand. Dabei traten allerdings soziale Konflikte mit Kreisen der Bauernschaft und des jungen Proletariats auf. Durch seine Haltung zum Zensuswahlrecht und seine Hinwendung zu reaktionären Kreisen (heilige Allianz) unbeliebt geworden, wurde er in der Februarrevolution wieder gestürzt. | Ludwig Philipp I. der Bürgerkönig Louis Philippe le Roi Citoyen (* 6. Oktober 1773; † 26. August 1850) |                                   |                                              |

### Zweite Republik (1848–1852)
Die zweite Republik wurde am 25. Februar 1848 ausgerufen. Ihre Exekutivgewalt wurde im Juni zur Niederschlagung des Juniaufstandes von der Nationalversammlung an den Kriegsminister Louis-Eugène Cavaignac übergeben (Militärdiktatur).
| Präsident der Republik (Lebensdaten) | Präsident der Republik (Lebensdaten)                          |   | Amtszeit                             | Partei          |
| --- | ------------------------------------------------------------- | - | ------------------------------------ | --------------- |
| | Louis Napoléon Bonaparte (* 20. April 1808; † 9. Januar 1873) | 1 | 20. Dezember 1848 – 2. Dezember 1852 | Bonapartistisch |
| Ging gegen Cavaignac als Sieger aus der Präsidentschaftswahl hervor und wurde so erster Präsident des republikanischen Frankreichs. Vor dem Ende seiner Amtszeit führte er im Dezember 1851 einen erfolgreichen Staatsstreich zur Erlangung der Diktatur durch und proklamierte sich nach einem Plebiszit zum Kaiser der Franzosen. | Louis Napoléon Bonaparte (* 20. April 1808; † 9. Januar 1873) |   |                                      |                 |

### Zweites Kaiserreich (1852–1870)

#### Haus Bonaparte
| Kaiser (Lebensdaten) | Kaiser (Lebensdaten)                                                        | Amtszeit                             | Verwandtschaft        |
| --- | --------------------------------------------------------------------------- | ------------------------------------ | --------------------- |
| | Napoleon III. Louis Napoléon Bonaparte (* 20. April 1808; † 9. Januar 1873) | 2. Dezember 1852 – 4. September 1870 | Neffe von Napoléon I. |
| Errichtete zunächst ein autoritäres zweites Kaiserreich, das er ab 1860 liberalisierte. Unterstützte das Osmanische Reich im Krimkrieg gegen Russland und befahl erste Flottenexpeditionen nach Südostasien, woraus die Gründung der Kolonie Französisch-Indochina resultierte. Gewann Savoyen und Nizza durch Abtretung für Frankreich. Unter ihm gestaltete Baron Haussmann die Hauptstadt Paris um. Geriet während des Deutsch-Französischen Kriegs in der Schlacht bei Sedan in preußische Gefangenschaft und wurde sofort für abgesetzt erklärt. | Napoleon III. Louis Napoléon Bonaparte (* 20. April 1808; † 9. Januar 1873) |                                      |                       |

### Dritte Republik (1870–1940)
| Gouverneur der Regierung der Nationalen Verteidigung (Lebensdaten)                                                                                | Gouverneur der Regierung der Nationalen Verteidigung (Lebensdaten) |  | Amtszeit                             | Partei |
| --- | ------------------------------------------------------------------ |  | ------------------------------------ | ------ |
| | Louis Jules Trochu (* 12. Mai 1815; † 7. Oktober 1896)             |  | 4. September 1870 – 19. Februar 1871 |        |
| Noch von Napoleon III. am 17. August zum Militärgouverneur ernannt. Schuf in Paris bei Ausrufung der Republik am 4. September das Kabinett Trochu | Louis Jules Trochu (* 12. Mai 1815; † 7. Oktober 1896)             |  |                                      |        |

| Präsident der Republik (Lebensdaten) | Präsident der Republik (Lebensdaten)                                  |    | Amtszeit                              | Partei                         |
| --- | --------------------------------------------------------------------- | -- | ------------------------------------- | ------------------------------ |
| | Adolphe Thiers (* 15. April 1797; † 3. September 1877)                | 2  | 31. August 1871 – 24. Mai 1873        | Orléanist, später Republikaner |
| Wurde als Monarchist zum ersten Präsidenten der dritten Republik gewählt. Trat für eine konstitutionelle Monarchie nach Vorbild der Julimonarchie ein. Trat im Konflikt mit den Ultraroyalisten vom Amt zurück. Stellte sich 1877 erneut zur Wahl, starb während des Wahlkampfs.                        | Adolphe Thiers (* 15. April 1797; † 3. September 1877)                |    |                                       |                                |
| | Patrice Edme, comte de MacMahon (* 13. Juli 1808; † 17. Oktober 1893) | 3  | 24. Mai 1873 – 30. Januar 1879        | Legitimist                     |
| Sein Versuch, die Monarchie wieder zu etablieren, scheiterte am Starrsinn des Comte de Chambord. In der Folge nahmen die Wahlerfolge der Republikaner zu, die ihn zur Bildung republikanischer Kabinette zwangen. Ohne Aussicht auf einen royalistischen Umschwung trat MacMahon von seinem Amt zurück. | Patrice Edme, comte de MacMahon (* 13. Juli 1808; † 17. Oktober 1893) |    |                                       |                                |
| | Jules Grévy (* 15. August 1807; † 9. September 1891)                  | 4  | 30. Januar 1879 – 2. Dezember 1887    | gemäßigter Republikaner        |
| |                                                                       |    |                                       |                                |
| | Marie François Sadi Carnot (* 11. August 1837; † 25. Juni 1894)       | 5  | 3. Dezember 1887 – 25. Juni 1894      | gemäßigter Republikaner        |
| Im Amt nach einem Attentat verstorben. | Marie François Sadi Carnot (* 11. August 1837; † 25. Juni 1894)       |    |                                       |                                |
| | Jean Casimir-Périer (* 8. November 1847; † 11. März 1907)             | 6  | 27. Juni 1894 – 16. Januar 1895       | gemäßigter Republikaner        |
| |                                                                       |    |                                       |                                |
| | Félix Faure (* 30. Januar 1841; † 16. Februar 1899)                   | 7  | 17. Januar 1895 – 16. Februar 1899    | gemäßigter Republikaner        |
| In seine Amtszeit fiel die Dreyfus-Affäre. Im Amt verstorben. | Félix Faure (* 30. Januar 1841; † 16. Februar 1899)                   |    |                                       |                                |
| | Émile Loubet (* 30. Dezember 1838; † 20. Dezember 1929)               | 8  | 18. Februar 1899 – 18. Februar 1906   | ARD                            |
| |                                                                       |    |                                       |                                |
| | Armand Fallières (* 6. November 1841; † 22. Juni 1931)                | 9  | 18. Februar 1906 – 18. Februar 1913   | ARD/PRD                        |
| |                                                                       |    |                                       |                                |
| | Raymond Poincaré (* 20. August 1860; † 15. Oktober 1934)              | 10 | 18. Februar 1913 – 18. Februar 1920   | PRD/ARD                        |
| Erster Weltkrieg | Raymond Poincaré (* 20. August 1860; † 15. Oktober 1934)              |    |                                       |                                |
| | Paul Deschanel (* 13. Februar 1855; † 28. April 1922)                 | 11 | 18. Februar 1920 – 21. September 1920 | ARD/PRDS                       |
| |                                                                       |    |                                       |                                |
| | Alexandre Millerand (* 10. Februar 1859; † 6. April 1943)             | 12 | 23. September 1920 – 11. Juni 1924    | Parteilos                      |
| |                                                                       |    |                                       |                                |
| | Gaston Doumergue (* 1. August 1863; † 18. Juni 1937)                  | 13 | 13. Juni 1924 – 13. Juni 1931         | PRRRS                          |
| |                                                                       |    |                                       |                                |
| | Paul Doumer (* 22. März 1857; † 7. Mai 1932)                          | 14 | 13. Juni 1931 – 7. Mai 1932           | PRRRS                          |
| Im Amt verstorben. | Paul Doumer (* 22. März 1857; † 7. Mai 1932)                          |    |                                       |                                |
| | Albert Lebrun (* 29. August 1871; † 6. März 1950)                     | 15 | 10. Mai 1932 – 11. Juli 1940          | AD                             |
| Kapitulation Frankreichs im Zweiten Weltkrieg (Westfeldzug) und Auflösung der dritten Republik nach dem Waffenstillstand von Compiègne am 22. Juni 1940. Die Nationalversammlung entzog Lebrun alle Exekutivgewalten und übertrug diese an Marschall Pétain.                                            | Albert Lebrun (* 29. August 1871; † 6. März 1950)                     |    |                                       |                                |

### Zwischenzeit (1940–1946)

#### Französischer Staat
| Chef des Staates (Lebensdaten) | Chef des Staates (Lebensdaten)                      | Amtszeit                        |  |
| --- | --------------------------------------------------- | ------------------------------- |  |
| | Philippe Pétain (* 24. April 1856; † 23. Juli 1951) | 11. Juli 1940 – 20. August 1944 |  |
| Marschall von Frankreich. Seit Mai 1940 Vizeministerpräsident, im Juni 1940 von der Nationalversammlung in Vichy mit der Ausarbeitung einer neuen Verfassung beauftragt und zum Chef des französischen Staates (État français) im unbesetzten Teil Frankreichs ernannt. Gegen das autoritäre und mit Nazi-Deutschland kollaborierende „Vichy-Regime“ erklärt sich General Charles de Gaulle im Londoner Exil zum Führer des freien Frankreichs. Darauf folgte die deutsche Besetzung von Vichy-Frankreich im November 1942 und Internierung der Regierung in Deutschland am 20. August 1944. | Philippe Pétain (* 24. April 1856; † 23. Juli 1951) |                                 |  |

#### Provisorische Regierung
Die Provisorische Regierung der Französischen Republik wurde am 3. Juni 1944 in Algier mit General Charles de Gaulle an ihrer Spitze gebildet. Am 25. August 1944 erfolgte ihr Einzug in das von den deutschen Truppen befreite Paris.
| Vorsitzender der provisorischen Regierung (Lebensdaten)     | Amtszeit                            | Partei |
| ----------------------------------------------------------- | ----------------------------------- | ------ |
| Charles de Gaulle (* 22. November 1890; † 9. November 1970) | 3. Juni 1944 – 20. Januar 1946      |        |
| Félix Gouin (* 4. Oktober 1884; † 25. Oktober 1977)         | 26. Januar 1946 – 12. Juni 1946     | SFIO   |
| Georges Bidault (* 5. Oktober 1899; † 27. Januar 1983)      | 23. Juni 1946 – 28. November 1946   | MRP    |
| Léon Blum (* 9. April 1872; † 30. März 1950)                | 16. Dezember 1946 – 16. Januar 1947 | SFIO   |

### Vierte Republik (1946–1958)
Die Verfassung zur Vierten Republik trat am 27. Oktober 1946 in Kraft.
| Präsident der Republik (Lebensdaten) | Präsident der Republik (Lebensdaten)                 |    | Amtszeit                          | Partei |
| --- | ---------------------------------------------------- | -- | --------------------------------- | ------ |
| | Vincent Auriol (* 27. August 1884; † 1. Januar 1966) | 16 | 16. Januar 1947 – 16. Januar 1954 | SFIO   |
| Näherte Frankreich im einsetzenden Kalten Krieg den USA und Großbritannien an, war aber gegen die Wiederbewaffnung Deutschlands, wie auch gegen die Unabhängigkeitsbewegungen in den Kolonien, was den Indochinakrieg verschärfte. | Vincent Auriol (* 27. August 1884; † 1. Januar 1966) |    |                                   |        |
| | René Coty (* 20. März 1882; † 22. November 1962)     | 17 | 16. Januar 1954 – 8. Januar 1959  | CNIP   |
| Entließ Marokko und Tunesien in die Unabhängigkeit und beendete den Indochinakrieg nach der Niederlage von Điện Biên Phủ. Die Sueskrise und der eskalierende Algerienkrieg destabilisierten die Vierte Republik, welche von links wie auch von rechts bekämpft wurde. Nachdem die Armeeführung in Algerien unter General Jacques Massu putschte (Mai 1958), kam Coty einem drohenden Staatsstreich mit dem Vorschlag zuvor, Charles de Gaulle zur Wahl zum Ministerpräsidenten mit weitreichenden Notstandsbefugnissen aufzustellen. De Gaulle brachte im Juni 1958 die Armee in Algerien wieder unter die Autorität des Staates. Im September 1958 wurde schließlich in einer Volksabstimmung eine Verfassungsänderung beschlossen, die in die Fünfte Republik mündete. | René Coty (* 20. März 1882; † 22. November 1962)     |    |                                   |        |

### Fünfte Republik (1958-heute)
Die Verfassung zur Fünften Republik trat am 5. Oktober 1958 in Kraft und gilt bis heute.
| Präsident der Republik (Lebensdaten) | Präsident der Republik (Lebensdaten)                             |    | Amtszeit                        | Partei              | Wahl      |
| --- | ---------------------------------------------------------------- | -- | ------------------------------- | ------------------- | --------- |
| | Charles de Gaulle (* 22. November 1890; † 9. November 1970)      | 18 | 8. Januar 1959 – 28. April 1969 | UNR, UDR            | 1958 1965 |
| Erster Präsident der Fünften Republik, die 1957 Gründungsmitglied der Europäischen Wirtschaftsgemeinschaft (EWG) wurde. Beendete 1962 den Algerienkrieg und entließ Algerien in die Unabhängigkeit. Etablierte Frankreich als eine unabhängige Atommacht im Kalten Krieg. Führte eine Annäherungspolitik an Deutschland und begründete mit Konrad Adenauer die deutsch-französischen Beziehungen. Trat für ein „Europa der Vaterländer“ ein und zog Frankreich 1966 aus der militärischen Kommandostruktur der NATO zurück. Der ausgeprägte konservativ-autoritäre Geist des gaullistischen Frankreich führte 1968 zu landesweiten Studentenunruhen und Generalstreiks, in deren Folge de Gaulle zurücktrat. | Charles de Gaulle (* 22. November 1890; † 9. November 1970)      |    |                                 |                     |           |
| Interimspräsidentschaft des Präsidenten des Senats, Alain Poher, vom 29. April bis 19. Juni 1969. |                                                                  |    |                                 |                     |           |
| | Georges Pompidou (* 5. Juli 1911; † 2. April 1974)               | 19 | 20. Juni 1969 – 2. April 1974   | UDR                 | 1969      |
| Befürwortete die Erweiterung der EWG u. a. mit Großbritannien, setzte aber das distanzierte Verhältnis zu den USA fort. Drängte innenpolitisch auf eine Modernisierung von Wirtschaft, Gesellschaft und Kultur (Centre Georges Pompidou). Am 15. August 1971 verkündete US-Präsident Nixon, dass der US-Dollar ab sofort nicht mehr zum festgelegten Kurs in Gold eingetauscht würde (Nixon-Schock). Dies war das Ende des 1944/45 eingeführten Bretton-Woods-Systems, das feste Wechselkurse vorschrieb. Die Ölkrise von 1973 erschütterte die französische Wirtschaft. Pompidou verstarb im Amt. | Georges Pompidou (* 5. Juli 1911; † 2. April 1974)               |    |                                 |                     |           |
| Interimspräsidentschaft des Präsidenten des Senats, Alain Poher, vom 3. April bis 26. Mai 1974. |                                                                  |    |                                 |                     |           |
| | Valéry Giscard d’Estaing (* 2. Februar 1926; † 2. Dezember 2020) | 20 | 27. Mai 1974 – 21. Mai 1981     | FNRI, später UDF-PR | 1974      |
| Als überzeugter Europapolitiker förderte er die weitere politische Integration der Europäischen Gemeinschaft, beharrte aber weiterhin auf Frankreichs Souveränität gegenüber den Großmächten. Unter anderem infolge der beiden Ölkrisen (1973 und 1979/80) und einer steigenden Inflation verschlechterte sich die wirtschaftliche Situation (siehe Stagflation), die Arbeitslosigkeit stieg. | Valéry Giscard d’Estaing (* 2. Februar 1926; † 2. Dezember 2020) |    |                                 |                     |           |
| | François Mitterrand (* 26. Oktober 1916; † 8. Januar 1996)       | 21 | 21. Mai 1981 – 17. Mai 1995     | PS                  | 1981 1988 |
| Veranlasste umfangreiche Sozial- und Arbeitsmarktreformen sowie Verstaatlichungen, die jedoch aus ökonomischen Erwägungen seit 1983 schrittweise zurückgenommen wurden. Schaffte die Todesstrafe ab. Setzte innenpolitisch auf maßvolle Dezentralisierung und außenpolitisch auf eine Intensivierung der Europapolitik, was in die Gründung der Europäischen Union mit einer gemeinsamen Wirtschafts- und Währungsunion mündete. | François Mitterrand (* 26. Oktober 1916; † 8. Januar 1996)       |    |                                 |                     |           |
| | Jacques Chirac (* 29. November 1932; † 26. September 2019)       | 22 | 17. Mai 1995 – 16. Mai 2007     | RPR, UMP            | 1995 2002 |
| Ordnete 1995 die letzten Atombombentests auf Mururoa an. Am 2. Mai 1998 beschlossen die Staats- und Regierungschefs der Europäischen Gemeinschaft in Brüssel die Einführung des Euro. Unterstützte 2001 die Vereinigten Staaten im Afghanistan-Krieg, verweigerte aber 2003 Frankreichs Beteiligung an der Koalition der Willigen zum Krieg gegen den Irak. Soziale Missstände und eine verfehlte Integrationspolitik lösten 2005 Unruhen in den Banlieues der Großstädte aus. | Jacques Chirac (* 29. November 1932; † 26. September 2019)       |    |                                 |                     |           |
| | Nicolas Sarkozy (* 28. Januar 1955)                              | 23 | 16. Mai 2007 – 15. Mai 2012     | UMP                 | 2007      |
| War seit 2008 mit der allgemeinen Finanzkrise im Euroraum konfrontiert und führte Frankreich 2009 in die NATO-Kommandostruktur zurück. Setzte sich 2011 während des Arabischen Frühlings maßgebend für den internationalen Militäreinsatz in Libyen ein. | Nicolas Sarkozy (* 28. Januar 1955)                              |    |                                 |                     |           |
| | François Hollande (* 12. August 1954)                            | 24 | 15. Mai 2012 – 14. Mai 2017     | PS                  | 2012      |
| War seit Amtsbeginn mit der europaweiten Krise, der Überschuldung von Staat und Sozialsystemen sowie der anhaltenden Deindustrialisierung Frankreichs konfrontiert. Seine Popularitätswerte ein Jahr nach Amtsbeginn waren die schlechtesten aller Präsidenten der Fünften Republik. Beendete 2012/2013 die französische Beteiligung am Krieg in Afghanistan. Befahl im Januar 2013 die Militärintervention in Mali. Führte im Frühjahr 2013 gegen erbitterte, teils gewalttätige Proteste konservativ-katholischer Kreise die gleichgeschlechtliche Ehe ein. | François Hollande (* 12. August 1954)                            |    |                                 |                     |           |
| | Emmanuel Macron (* 21. Dezember 1977)                            | 25 | seit 14. Mai 2017 amtierend     | RE                  | 2017 2022 |
| Ist seit seiner Amtseinführung der jüngste Präsident in der Geschichte der Französischen Republik und das jüngste Staatsoberhaupt in Frankreich seit Napoleon Bonaparte. Macron wurde mit einer Mehrheit (66,1 Prozent) ins Amt gewählt, dem zweitbesten Ergebnis seit der Gründung der Fünften Republik. Er trat an der Spitze einer von ihm gegründeten politischen Bewegung an, um die Spaltung der französischen Gesellschaft zu überwinden und ist bemüht, die wirtschaftliche Situation Frankreichs durch Reformen etwa des Arbeitsrechts und des Rentensystems zu verbessern. Des Weiteren setzt er sich für eine demokratischere und wirksamere Ausrichtung der Europäischen Union ein. Gegen Macrons Reformen kam es im Herbst 2018 zu heftigen Demonstrationen der Gelbwestenbewegung (gilets jaunes), denen Macron mit einer Reihe von Bürgerdialogen begegnete. In seiner Amtszeit ereignet sich seit März 2020 die COVID-19-Pandemie. Im April 2022 erfolgte seine Wiederwahl, er darf daher 2027 mit nur 49 Jahren nicht mehr antreten. | Emmanuel Macron (* 21. Dezember 1977)                            |    |                                 |                     |           |

## Trivia
- Die längste Amts- bzw. Herrschaftszeit in Frankreich kann König Ludwig XIV. mit 72 Jahren vorweisen, gefolgt von seinem Urenkel Ludwig XV. (59 Jahre) und dem mittelalterlichen Ahn Philipp I. (49 Jahre).
- Die längste Amtszeit eines republikanischen Staatsoberhaupts hatte François Mitterrand mit 14 Jahren inne, gefolgt von Jacques Chirac (12 Jahre) und Charles de Gaulle (10 Jahre).
- Die kürzeste Herrscherzeit hatte König Johann I. der Posthume mit vier Tagen. Zugleich hatte er als einziges aller französischen Staatsoberhäupter diese Position von seiner Geburt bis zu seinem Tod inne.
- Die kürzeste Amtszeit eines republikanischen Staatsoberhaupts hatte Jean Casimir-Périer mit knapp 7 Monaten.
- König „Ludwig XVII.“ (Dauphin Louis Charles de Bourbon, duc de Normandie) und Kaiser „Napoleon II.“ (Napoléon-François Bonaparte) haben nie amtiert. Ersterer wurde von emigrierten royalistischen Kreisen während der Revolutionsjahre gemäß der salischen Nachfolgeregelung als rechtmäßiger König betrachtet. Diese Fiktion wurde von seinem Onkel fortgeführt, der sich seit 1795 als „Nachfolger“ seines Neffen Ludwig XVIII. nannte. Als solcher unternahm er ab 1814 die Restauration des Königreichs. Nach demselben Muster nannte sich Louis-Napoléon Bonaparte bei seiner Kaiserproklamation 1852 Napoleon III., als „Nachfolger“ seines Cousins Napoléon-François, der nie als Kaiser Napoléon II. aufgetreten war. Unter Anhängern der Monarchie bzw. des Kaisertums werden die beiden Thronprätendenten bis heute als Herrscher gezählt.
- Frankreich hatte bis heute noch keine Frau als Alleinherrscherin bzw. als gewähltes Staatsoberhaupt. Ersteres war allein wegen des salischen Erbrechts, das Frauen aus der Erbfolge ausschloss, unmöglich. Allerdings konnten einige Königinnen in Vertretung ihrer unmündigen königlichen Söhne de facto und später auch de jure die Regentschaft über das Land wahrnehmen. Die ersten waren Anna von Kiew, Adele von der Champagne und besonders Blanka von Kastilien. Die letzte regierende Frau in Frankreich war Anna von Österreich, welche für die ersten acht Jahre ihres Sohnes Ludwig XIV. die Regierung führte. Mit Arlette Laguiller kandidierte 1974 erstmals eine Frau für das Präsidentenamt, es folgten Corinne Lepage, Christiane Taubira, Christine Boutin, Ségolène Royal, Marie-George Buffet, Dominique Voynet, Nathalie Arthaud, Eva Joly und Marine Le Pen. Von ihnen schafften einzig Ségolène Royal 2007 sowie Marine Le Pen 2017 und 2022 den Einzug in die zweite Wahlrunde. Royal unterlag 2007 Nicolas Sarkozy, Le Pen unterlag 2017 und 2022 Emmanuel Macron.
- Der erste Präsident der Fünften Republik, Charles de Gaulle, wurde 1958 noch durch ein Wahlkollegium in indirekter Wahl gewählt. Die Volkswahl des Präsidenten wurde 1962 gesetzlich eingeführt und 1965 erstmals durchgeführt.
- Die letzten Wahlen fanden am 24. April 2022 in Form einer Stichwahl zwischen Emmanuel Macron und Marine Le Pen statt. Dabei wurde Macron, der bei seiner ersten Wahl der bislang jüngste Staatspräsident Frankreichs war, für eine zweite Amtszeit wiedergewählt.